# 卡茄鹼
α-卡茄鹼是一種茄科植物中會有的糖苷生物鹼，是未成熟的馬鈴薯產生的天然毒素，會讓馬鈴薯有苦味。塊莖在有壓力下會製造卡茄鹼，讓植物可以抗蟲及抗真菌。卡茄鹼在化學上屬於皂苷。卡茄鹼對一些生物會有生理上的影響，屬於防禦性异种化感物。茄碱也有類似的性質。

## 食用後的症狀及處理
食用α-卡茄鹼的症狀和食用茄碱的症狀類似。症狀的範圍很廣，包括：腹痛、腹瀉、頭痛等。
α-卡茄鹼沒有解毒劑，但若剛剛才攝取α-卡茄鹼，使用瀉藥或是洗胃可能會有幫助。其症狀會持續幾天。